# 가래실로
가래실로(Garaesin-ro)는 대한민국의 경상북도 영천시 화산면 중심부를 연결하는 도로이다.

## 노선 경로
- 삼거리 명칭 미상 - 장수로 (국도 제28호선)
- 상부교차로 - 국도 제28호선
- 삼부천교 - 대구포항고속도로
- 삼거리 명칭 미상 - 신화로

## 주요 건물 및 시설
- 시안미술관 - 경상북도 영천시 화산면 가래실로 364